# Astragalus zhouquinus
Astragalus zhouquinus är en ärtväxtart som beskrevs av Kun Tsun Fu. Astragalus zhouquinus ingår i släktet vedlar, och familjen ärtväxter. Inga underarter finns listade i Catalogue of Life.